# Herbert Schliefsteiner
Herbert Schliefsteiner (* 28. Jänner 1925 in Neuberg an der Mürz, Steiermark; † 2. März 2009 ebenda) war ein österreichischer Tiermaler, Ornithologe und Museumsgründer.

## Leben
Herbert Schliefsteiner besuchte die Kunstgewerbeschule Graz. Seine berufliche Laufbahn fand er aber bei der Bank. In seiner Freizeit beschäftigte er sich als Landschafts-, Tier- und Pflanzenmaler. Zahlreiche Skizzen konnte er bei Reisen in die verschiedensten Naturschutzgebiete in Europa und Afrika anfertigen. Auch eine beachtliche naturgeschichtliche Privatsammlung konnte er sich dabei anlegen.
Im Stadtmuseum Leoben gestaltete er die zoologischen Schauräume. Im Jahr 1984 wurde er Konsulent im Joanneum in Graz.
Er illustrierte und gestaltete den vom Biologen und Lehrbuchautor Franz Höpflinger verfassten Naturführer Österreich, ein Bestimmungswerk mit 2.000 Illustrationen von Flora und Fauna in den Alpen und pannonischen Gebieten. Illustrationen von Herbert Schliefensteiner findet man aber auch in zahlreichen Schul- und Unterrichtsbüchern sowie in dem Buch Tier- und Pflanzenaquarelle.
Im Jahr 1991 eröffnete er das Naturmuseum Neuberg, in dem er auch seine Privatsammlung zeigte. 2021 wurde die Sammlung des Naturmuseums vom Sohn Herbert Schliefsteiners, Helmut Schliefsteiner, der Marktgemeinde Neuberg an der Mürz als Schenkung übergeben. Der Naturpark Mürzer Oberland wurde als Betreiber des Naturmuseums engagiert. Nach einem umfangreichen Umbau wird das Naturmuseum ab 2025 als Naturerlebnismuseum „nature4future“ betrieben.

## Auszeichnungen
- 1970 Erzherzog-Johann-Forschungspreis des Landes Steiermark
- 1992 Ehrenbürger seiner Heimatgemeinde Neuberg an der Mürz
- 1996 Goldenes Ehrenzeichen des Landes Steiermark
- 1997 Berufstitel Professor